# 프랑스 대통령
프랑스 공화국 대통령(프랑스어: Président de la République française)은 프랑스 공화국의 국가원수이다. 연임은 한번 가능하며, 현직 대통령은 2017년 프랑스 대통령 선거에서 당선된 에마뉘엘 마크롱이다. 마크롱은 2022년 대선에서 재선에 성공하여 2027년까지 재임할 예정이다.

## 선거제도
임기
임기는 5년이며 한 번의 연임이 가능하다.
직접선거
프랑스 대통령은 국민의 직접선거로 선출된다.
- 1차 투표: 유효표의 과반수 이상을 한 후보가 득표하는 경우 대통령으로 선출된다.
- 2차 투표: 1차투표 과반수 득표자가 없는 경우(현재까지 모든 선거에서 1차 과반득표자가 없었음), 1차 투표 다득표자 2인을 대상으로 결선투표를 실시한다.
- 선거권자: 18세이상의 프랑스 시민이며, 선거인명부에 등재되어 있는 경우 선거권을 가진다.
- 피선거권자: 선거권을 가진 18세이상의 프랑스 시민이며, 500명의 추천인(자치단체장, 유럽의회 의원, 프랑스 의회의원, 지방의회 의원 등 선출직 공직자)로부터 지지서명을 받을 수 있는 경우 입후보 할 수 있다.

## 대통령 권력의 변화

### 제1공화국
왕정이 몰락한 1792년, 프랑스는 국가 원수가 없었다. 국가 원수 역할은 사실상 국민공회에서 발흥된 여러 다른 위원회에서 담당하였다. 허나 행정부는 1799년 프랑스 통령정부의 대두 이전까지 불안정했다. 프랑스 제1제국은 일시적이긴 하나 공화주의 이념의 종결을 가져왔다.

### 제2공화국
1848년 2월 혁명은 국왕 루이 필리프 1세를 내쫓고 공화국을 수립하였다. 헌법을 새로 결정하는데 있어 의원들은 알렉시 드 토크빌이 1835년과 1840년에 나온 두 권의 저서, <미국의 민주주의에 대하여>에서 미국의 정치 체제를 언급함으로 세간에 알려진 미국 헌법의 영향을 받았다. 1848년 11월 4일 헌법은 4년마다 남성 직선제 보통선거로 선출되는 대통령에게 행정권을 부여했다. 대통령은 퇴임 후 4년이 지나면 다시 피선거권을 가질 수 있었다. 미국처럼 의회와 대통령은 전적으로 독립적이었다. 허나 미국의 대통령과는 달리 프랑스 제2공화국에서는 대통령이 거부권을 행사할 수 없었다. 대통령은 단지 재심의를 하게끔 제의할 수는 있었으나, 이 역시 강제력은 없었다. 장관들은 대통령이 임명하고 해임시켰다.

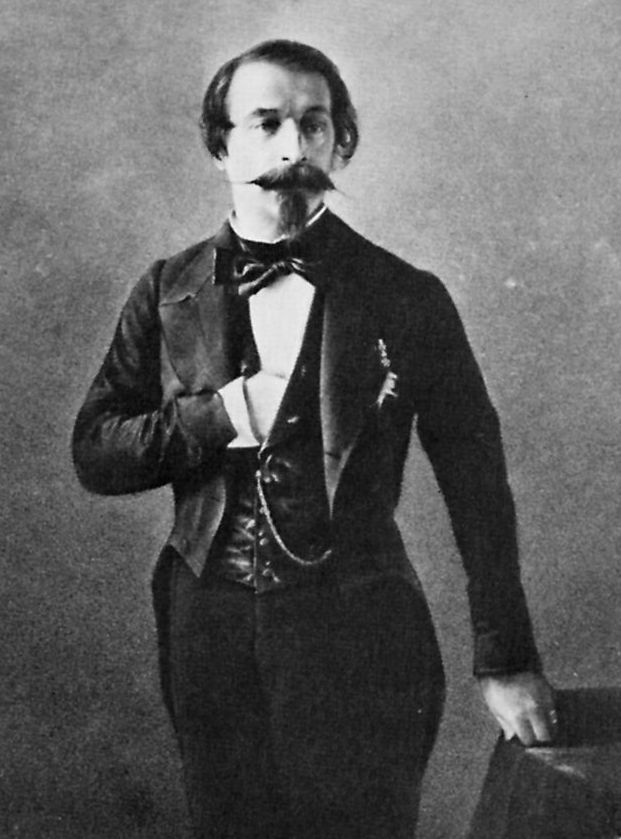
루이 나폴레옹 보나파르트, 프랑스 공화국 초대 대통령.
(1848~1852)

나폴레옹 1세의 조카, 루이 나폴레옹 보나파르트는 대선 후보로 출마하여 보통선거를 통해 1위로 당선되었다. 그는 경쟁 후보들의 분열과 보나파르트라는 이름으로 인기를 얻으며, 특히 보수 정당이었던 질서당 지지자들로부터 거의 75%의 표를 받아 1848년 12월 10일자로 4년간 대통령으로 선출되었다. 1848년 12월 20일, 그는 국민헌법의회 앞에서 선서를 하며 같은 날 저녁 엘리제에 입성했다.
루이 나폴레옹의 대통령 임기는 1849년 5월 선출되어 대부분이 왕당파로 구성된 국립입법의회의 보수주의 정책과의 대립으로 점철되었다. 교황 비오 9세에 대항한 공화주의자 반란을 진압하고자 로마로 부대가 파병된 것이나, 종교 교육에 호의적인 팔루(Falloux)법이 가결된 것 등을 그 예로 들 수 있다. 1850년 5월 31일, 의회는 선거인 자격 요건으로 3년간의 거주 내역을 요구하게끔 하는 법을 가결하여, 주로 수공업자와 계절 노동자이던 약 3백만명의 선거권을 박탈했다. 이 법 개정에 반대한 루이 나폴레옹은 "군주-대통령"이라는 별명으로 불리며, 민중들의 영웅으로 여겨졌다.
1851년 초, 루이 나폴레옹 보나파르트는 임기 이후 곧바로 대선에 출마할 수 있도록 하는 개헌을 제의했다. 제2공화국 헌법은 행정부와 입법부 사이의 대립을 법적으로 해결할 수 없다는 취약점을 가졌다. 국민의회가 제의를 거부하자, 그는 1851년 12월 2일 쿠데타를 일으켜, 국민투표를 통해 인정받는다. 제2공화국은 전제주의 체제로 탈바꿈하여, 결국 1852년 12월 2일 제2제국으로 변모한다.

### 제3공화국
1870년 보불전쟁 와중, 나폴레옹 3세는 1870년 11월 2일 스당에서 프로이센군에 의하여 포로로 잡혔다. 이것이 발표되고 이틀이 지나 파리에서는 제3공화국이 선포되어, 제2제국의 종식을 가져왔다. 허나 1871년 2월 8일 총선은 의회 의석 과반수를 왕당파에게 내주었다. 1871년 2월 17일 법령은 의원들이 신헌법을 제정하기 전까지 제2공화국 시기 질서당의 옛 오를레앙주의자 대표이던 아돌프 티에르를 프랑스 공화국 행정 수반으로 만들었다. 보수적인 공화국에 정치적 실용주의를 가져오고자 한 티에르는 1873년 5월 왕당파가 다수이던 의회에 의해 비난당하고 결국 대통력직을 사임한다. 이후 의회는 확고한 왕당파이던 파트리스 드 마크마옹을 대통령직에 선출한다.

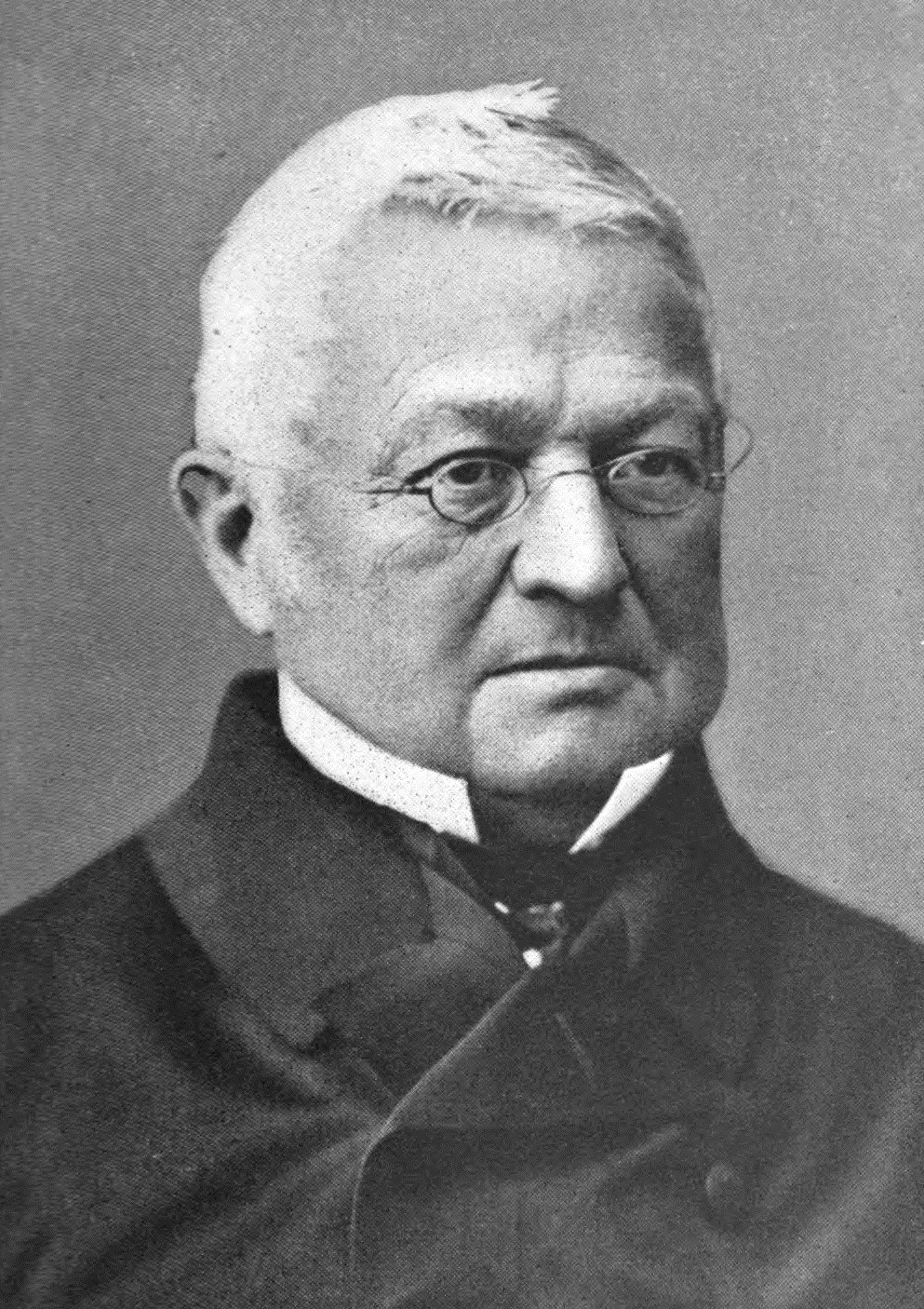
아돌프 티에르 (1871~1873)
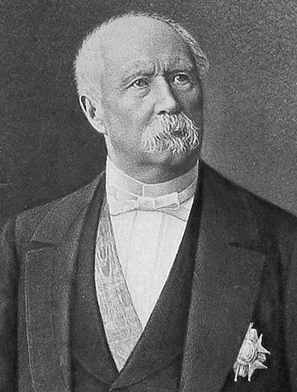
파트리스 드 마크마옹 (1873~1879)
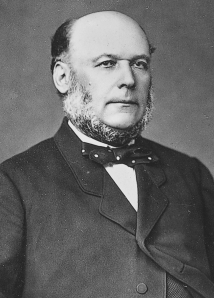
쥘 그레비 (1879~1887)
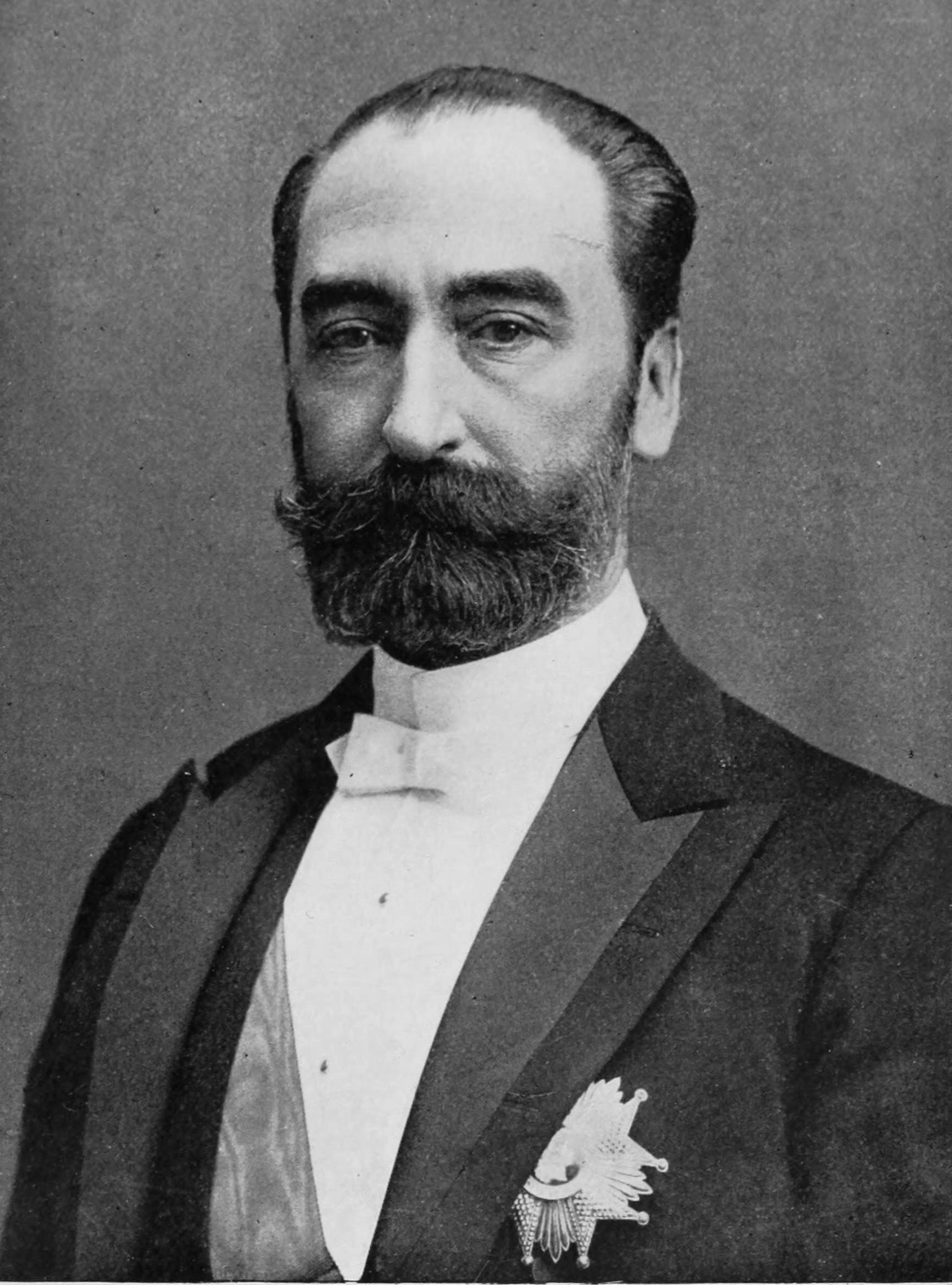
사디 카르노 (1887~1894)
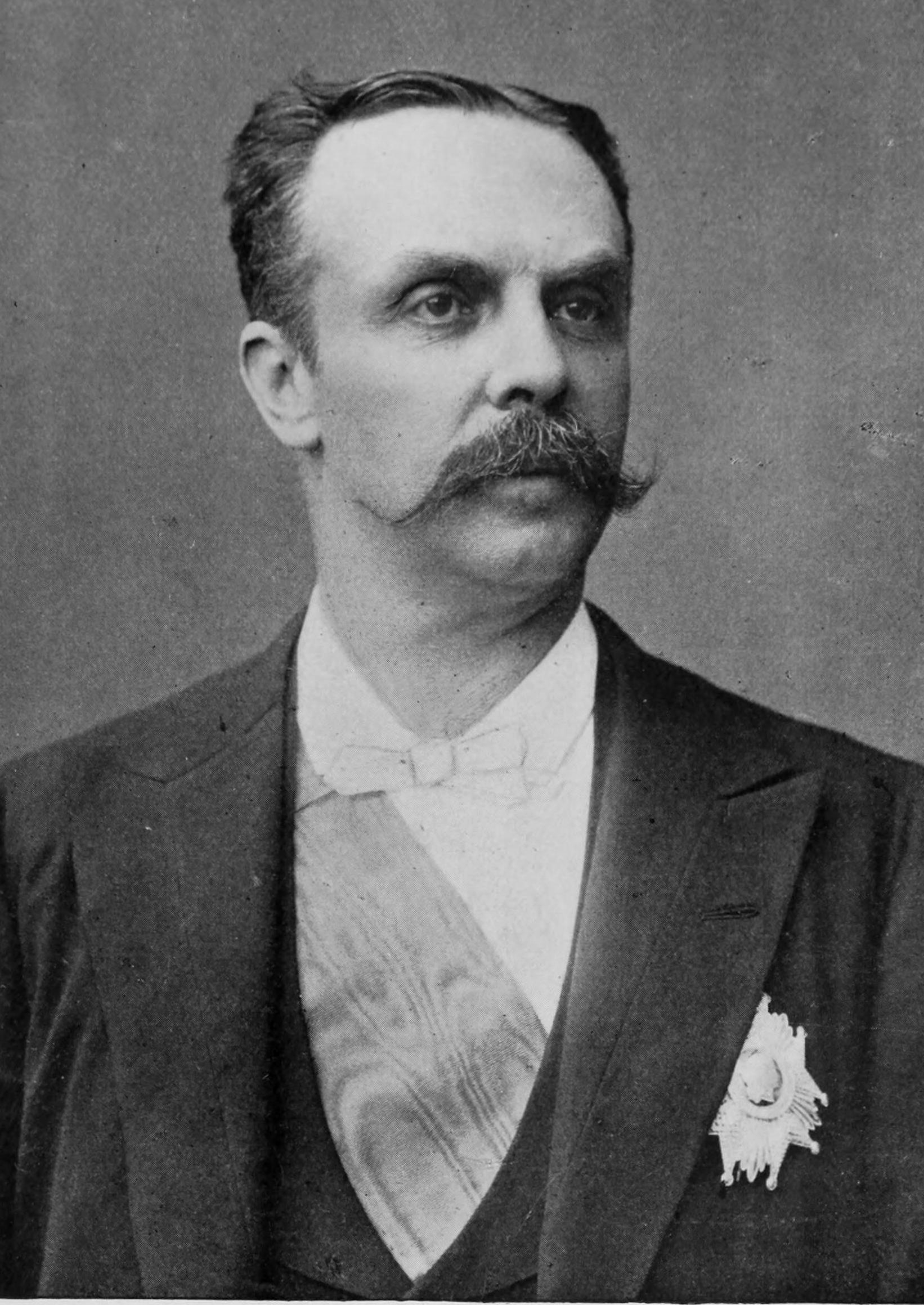
장 카지미르 페리에 (1894~1895)
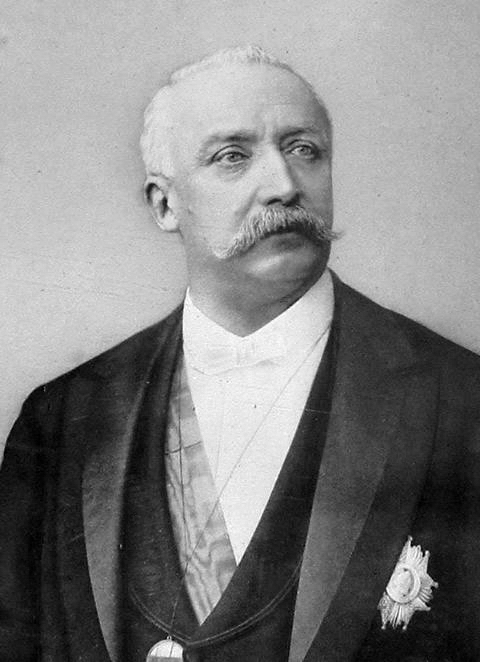
펠릭스 포레 (1895~1899)
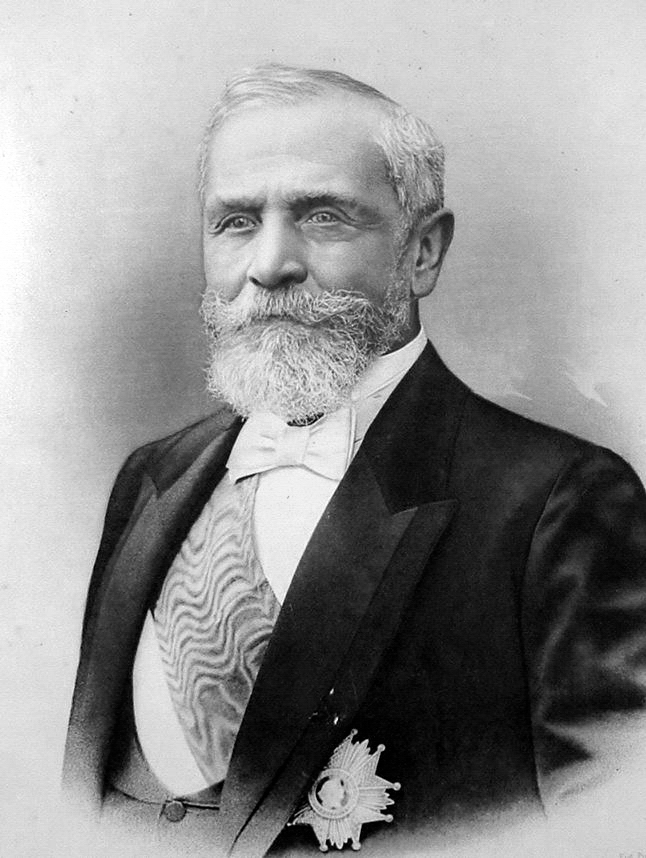
에밀 루베 (1899~1906)
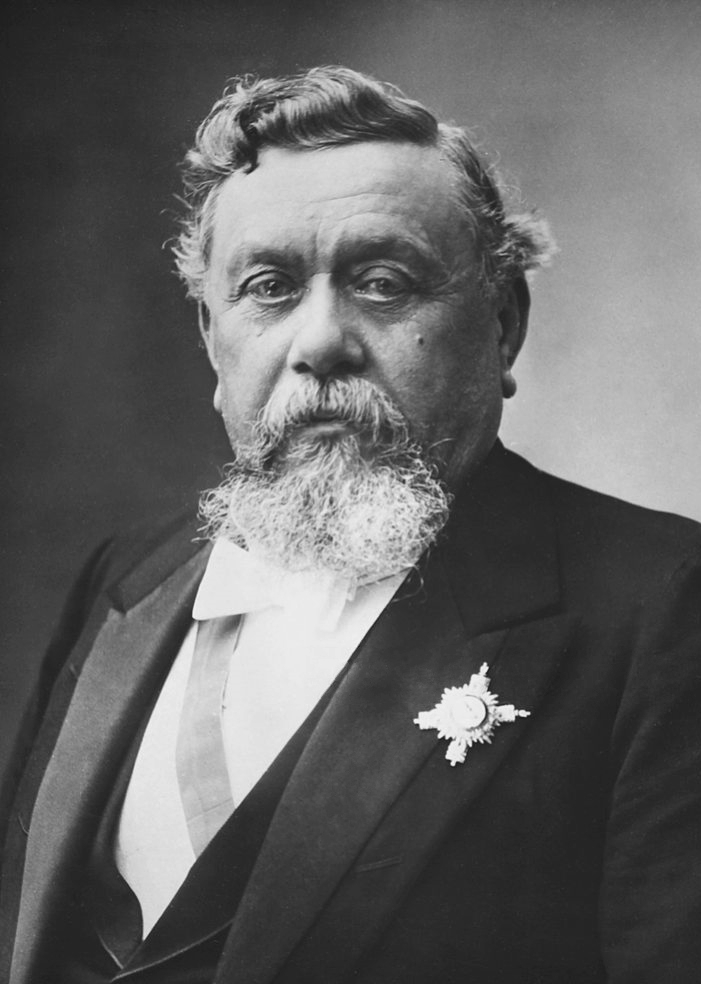
아르망 팔리에르 (1906~1913)
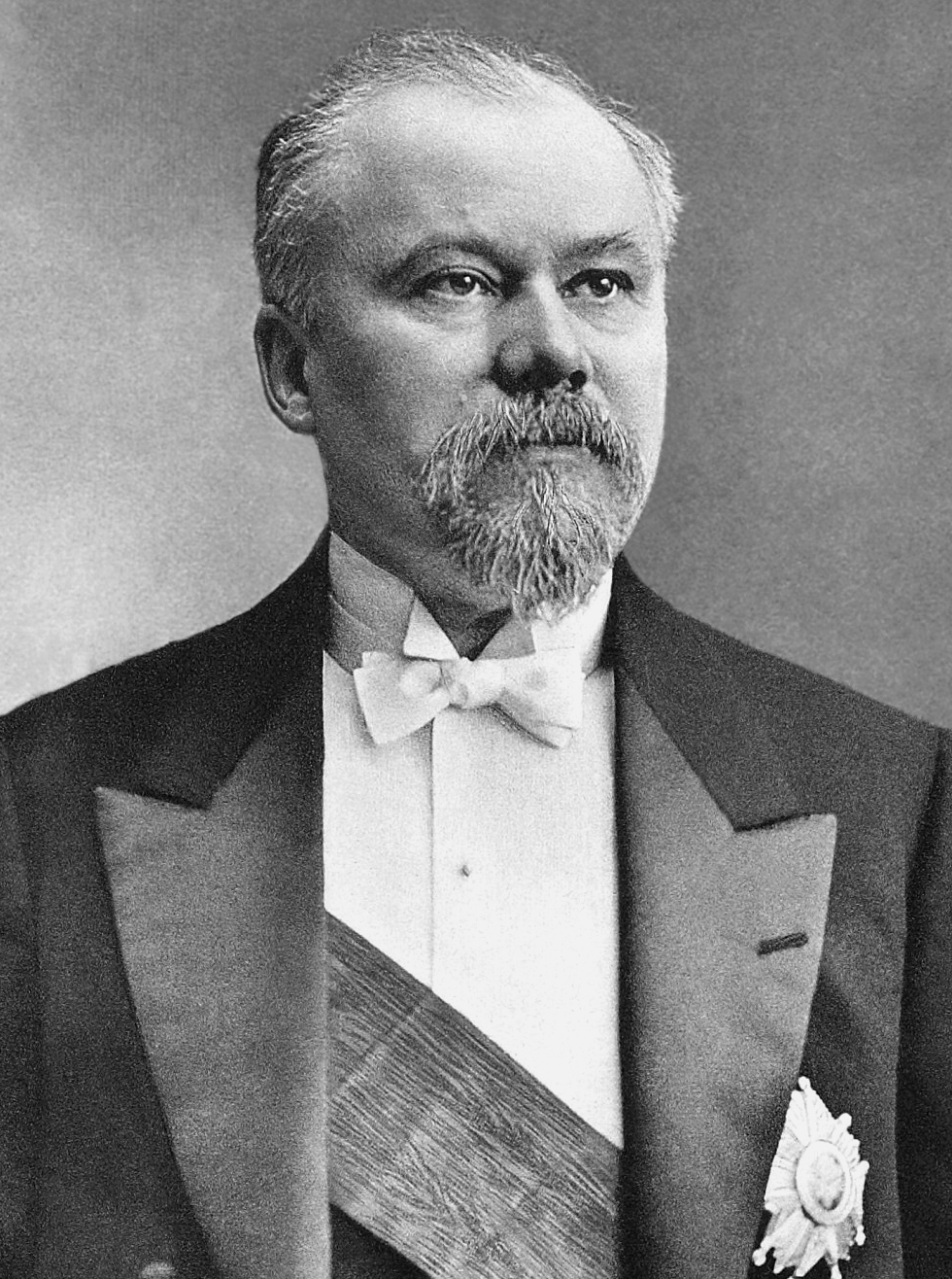
레몽 푸앵카레 (1913~1920)
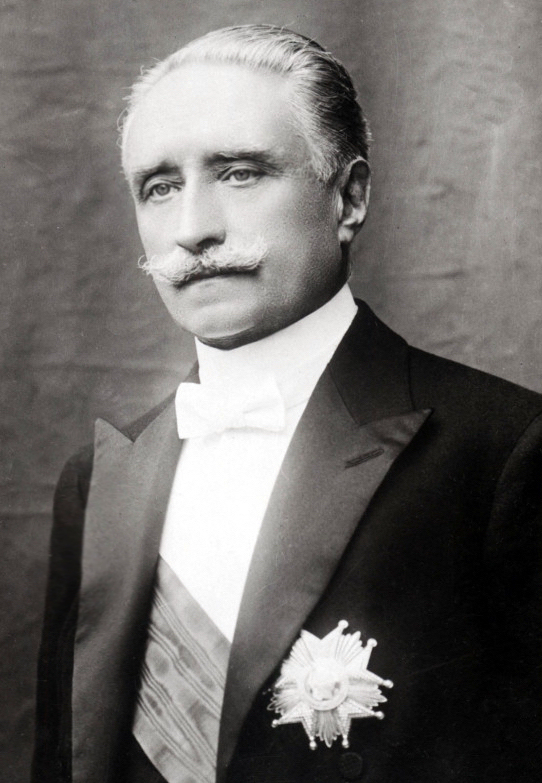
폴 데샤넬 (1920)
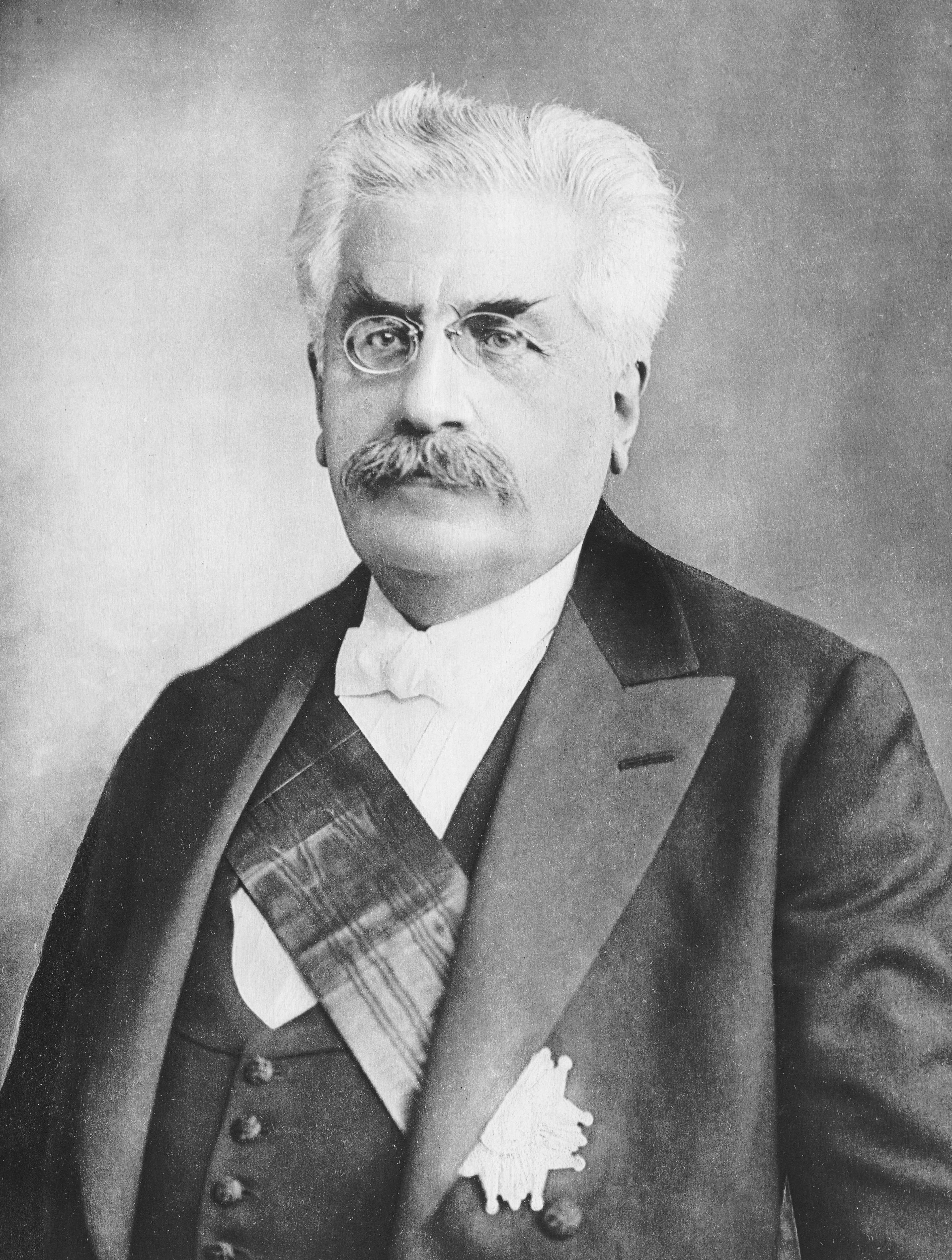
알렉상드르 밀랑 (1920~1924)
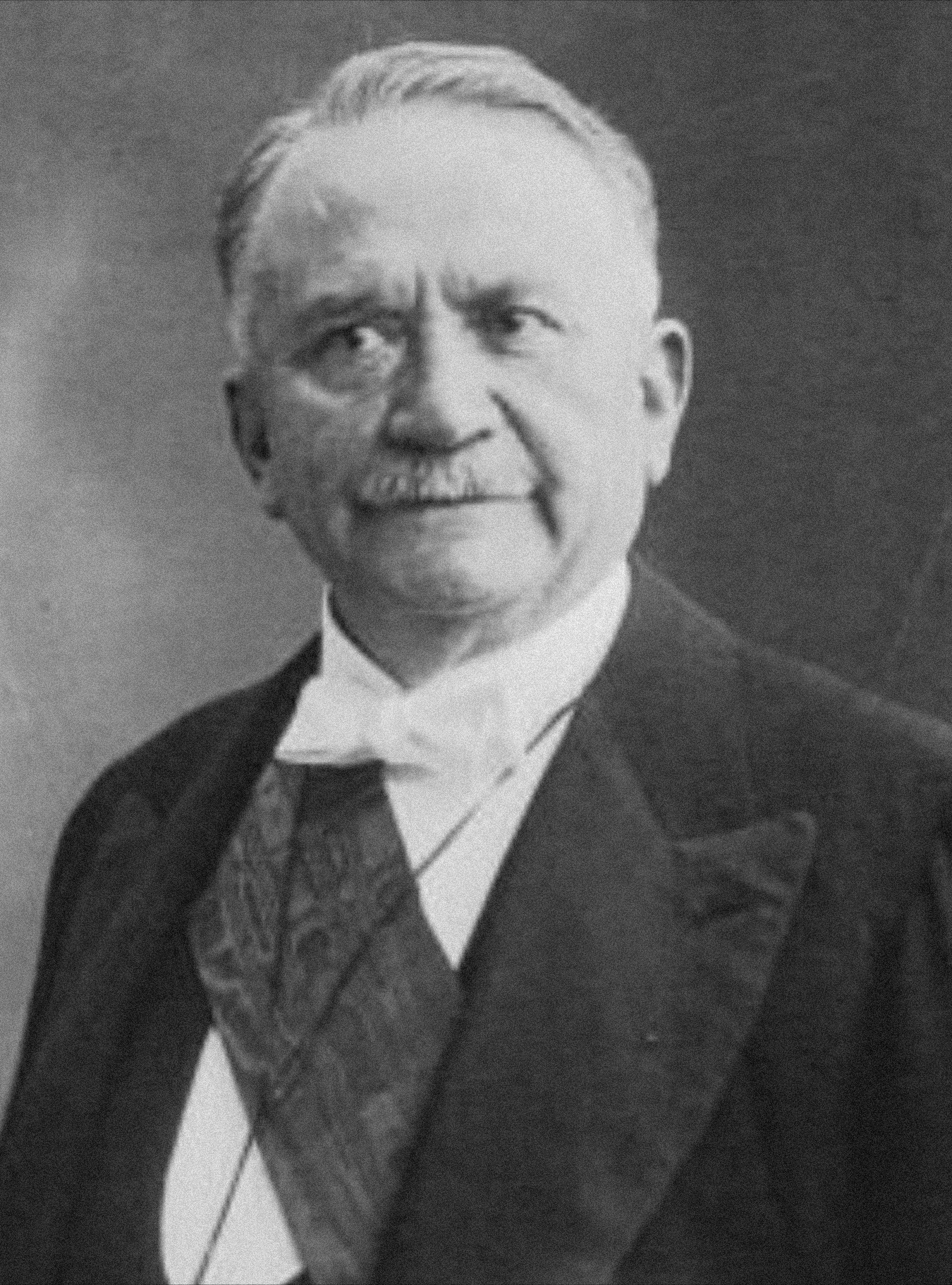
가스통 두메르그 (1924~1931)
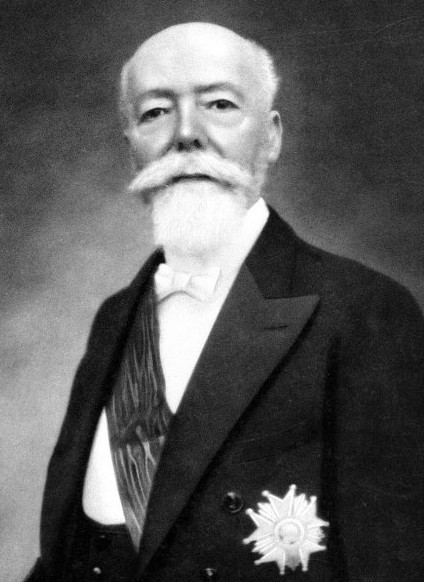
폴 두메르 (1931~1932)
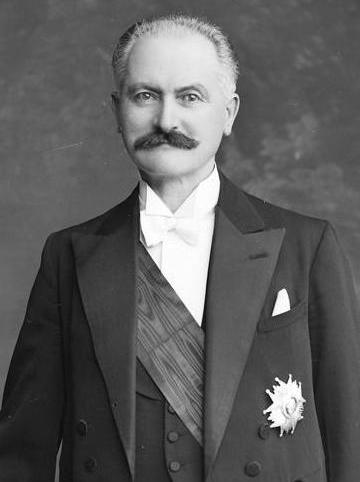
알베르 르브룅 (1932~1940)

### 제4공화국

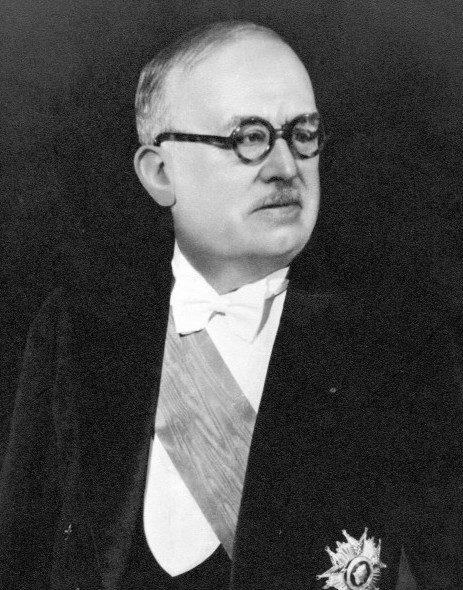
뱅상 오리올 (1947~1954)
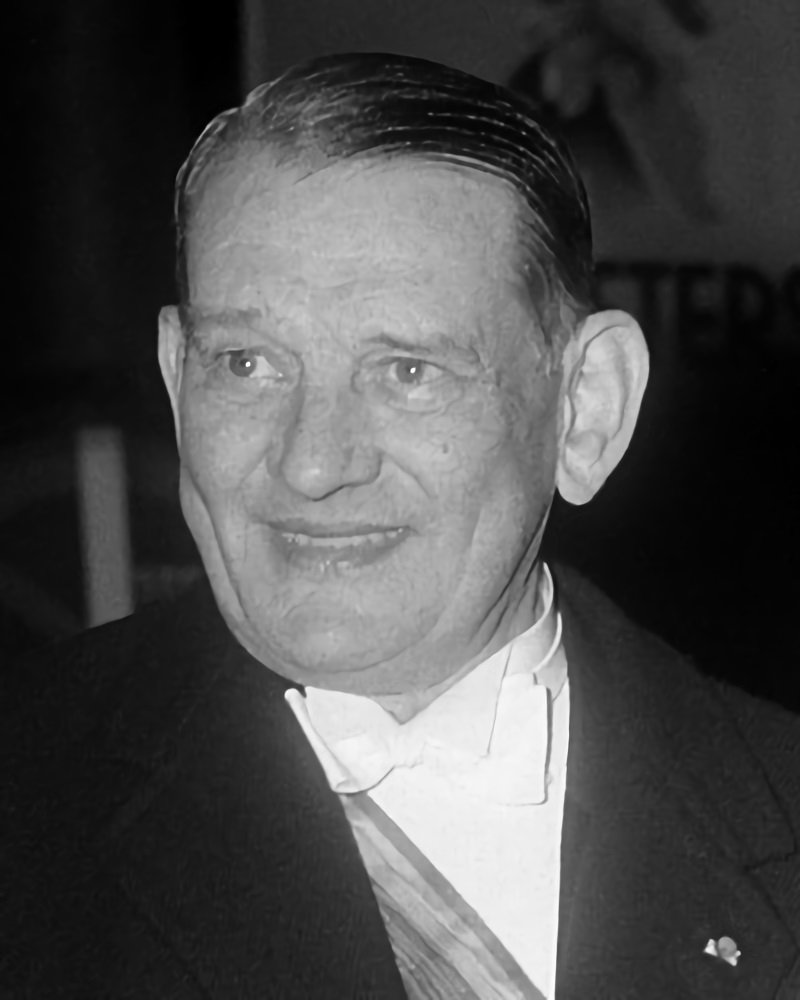
르네 코티 (1954~1959)

### 제5공화국

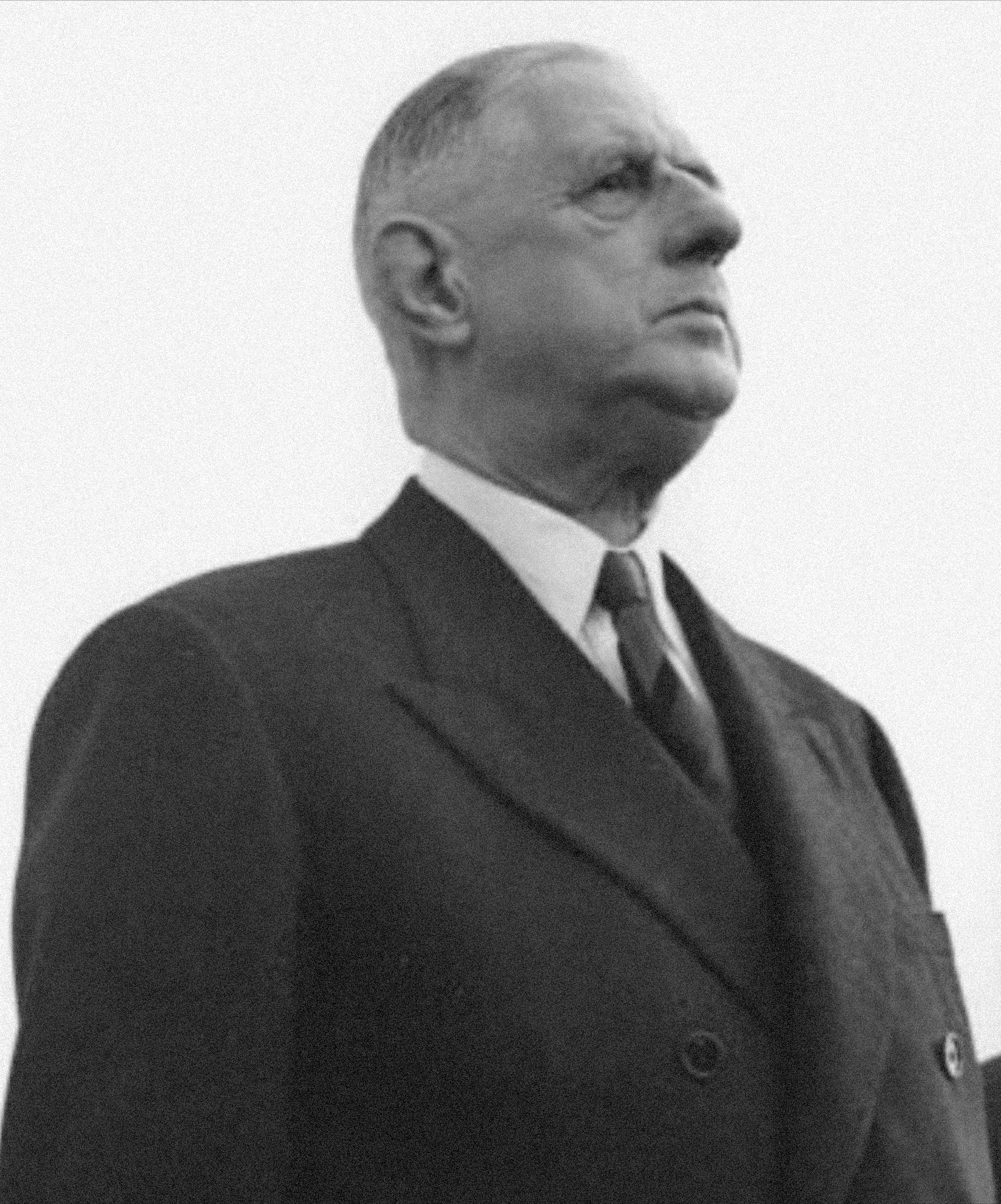
샤를 드 골 (1959~1969)
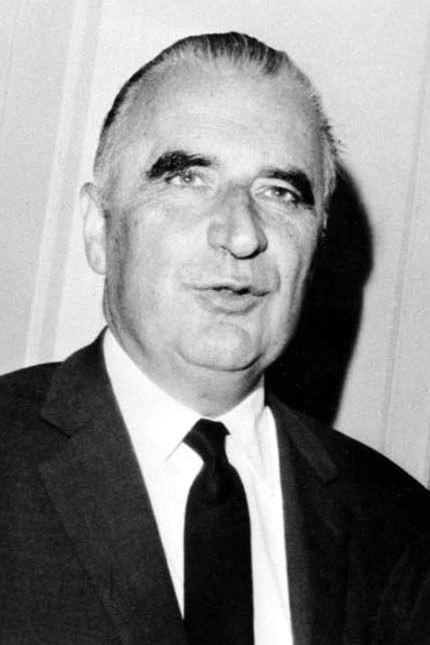
조르주 퐁피두 (1969~1974)
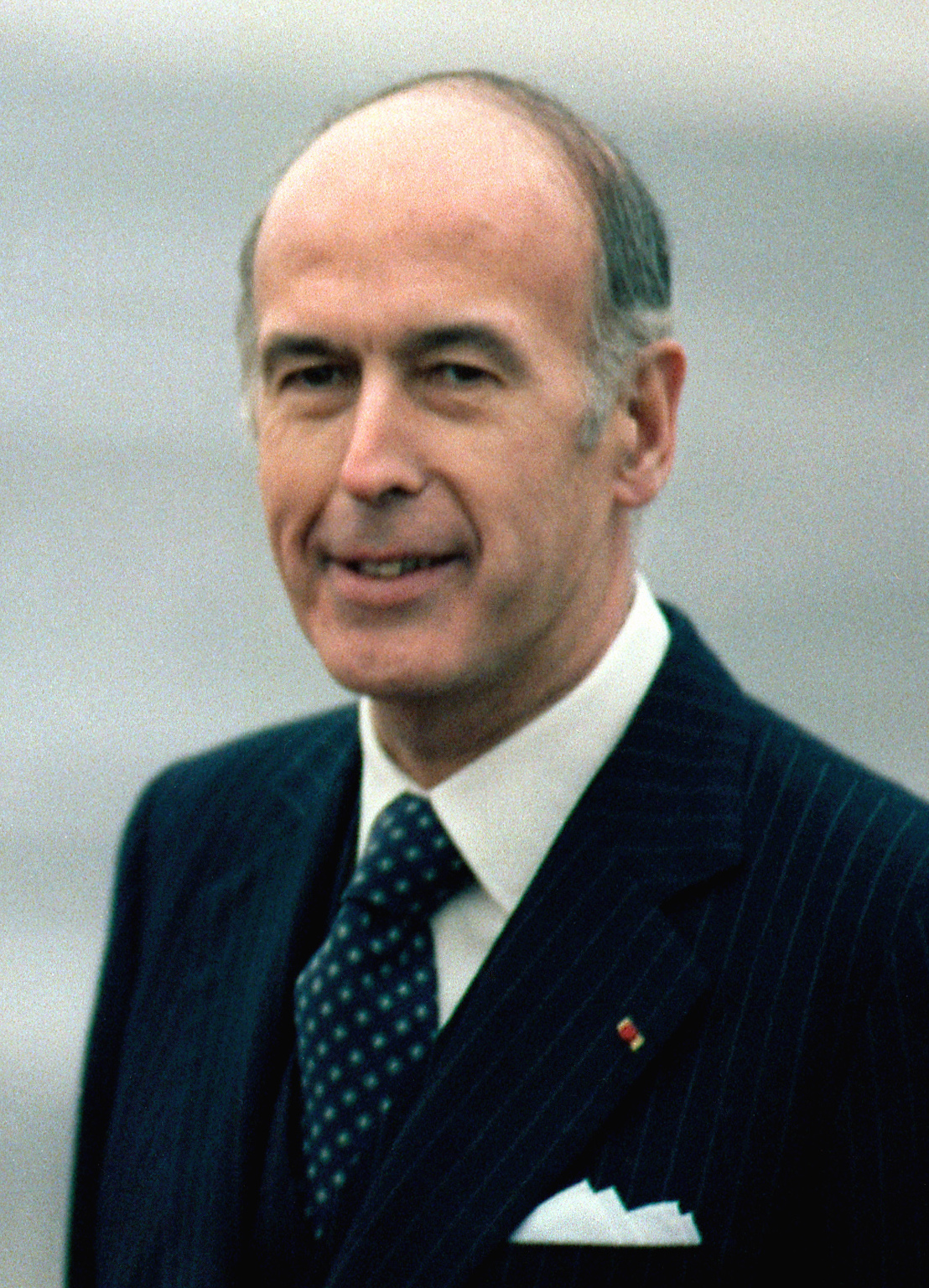
발레리 지스카르 데스탱 (1974~1981)
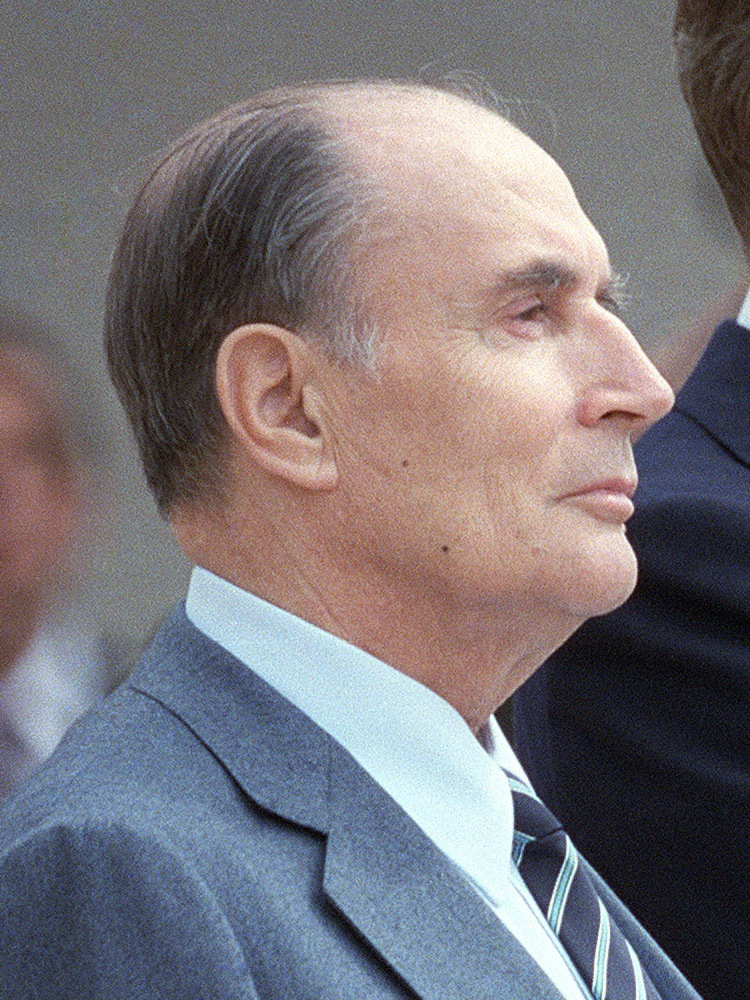
프랑수아 미테랑 (1981~1995)

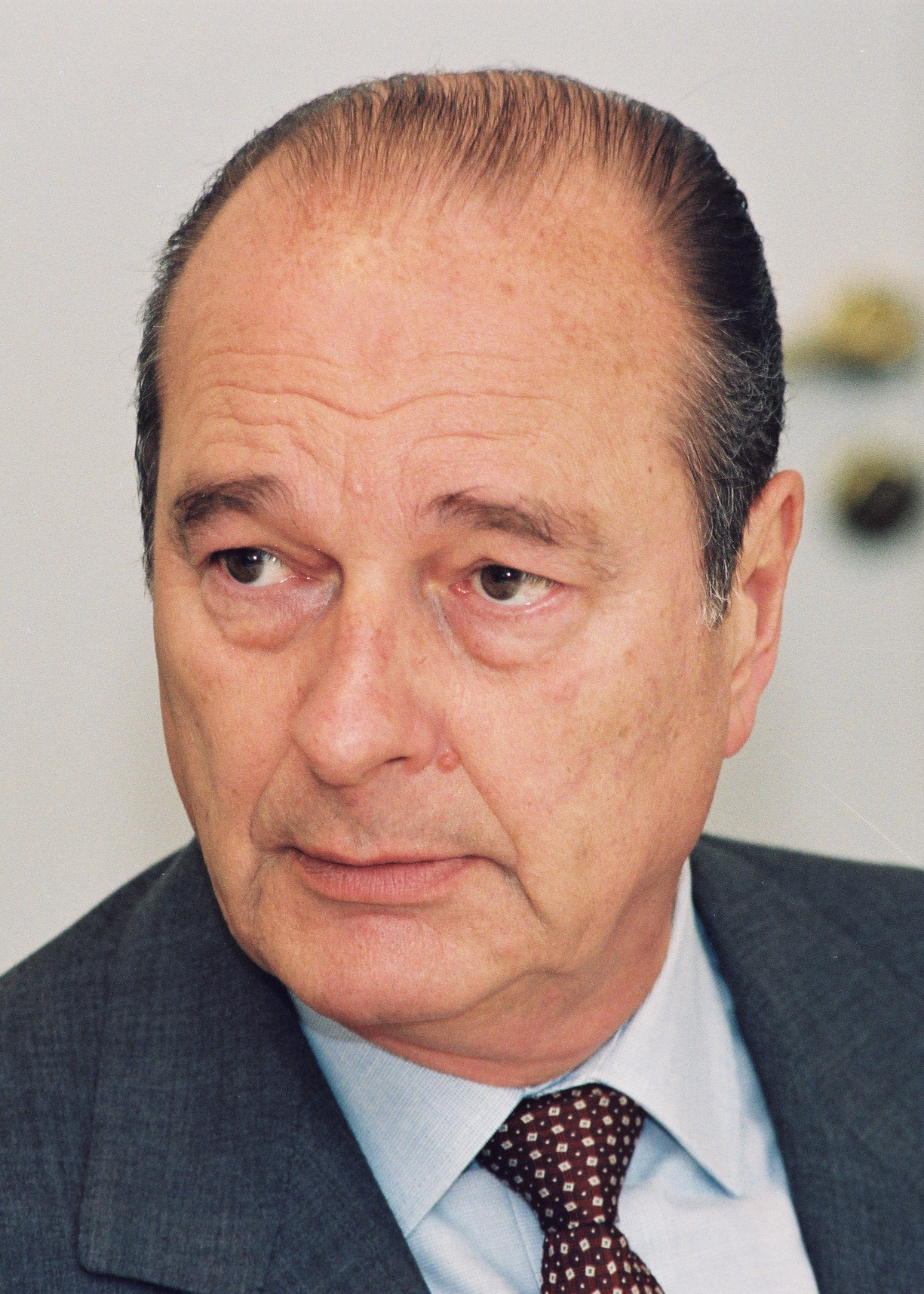
자크 시라크 (1995~2007)
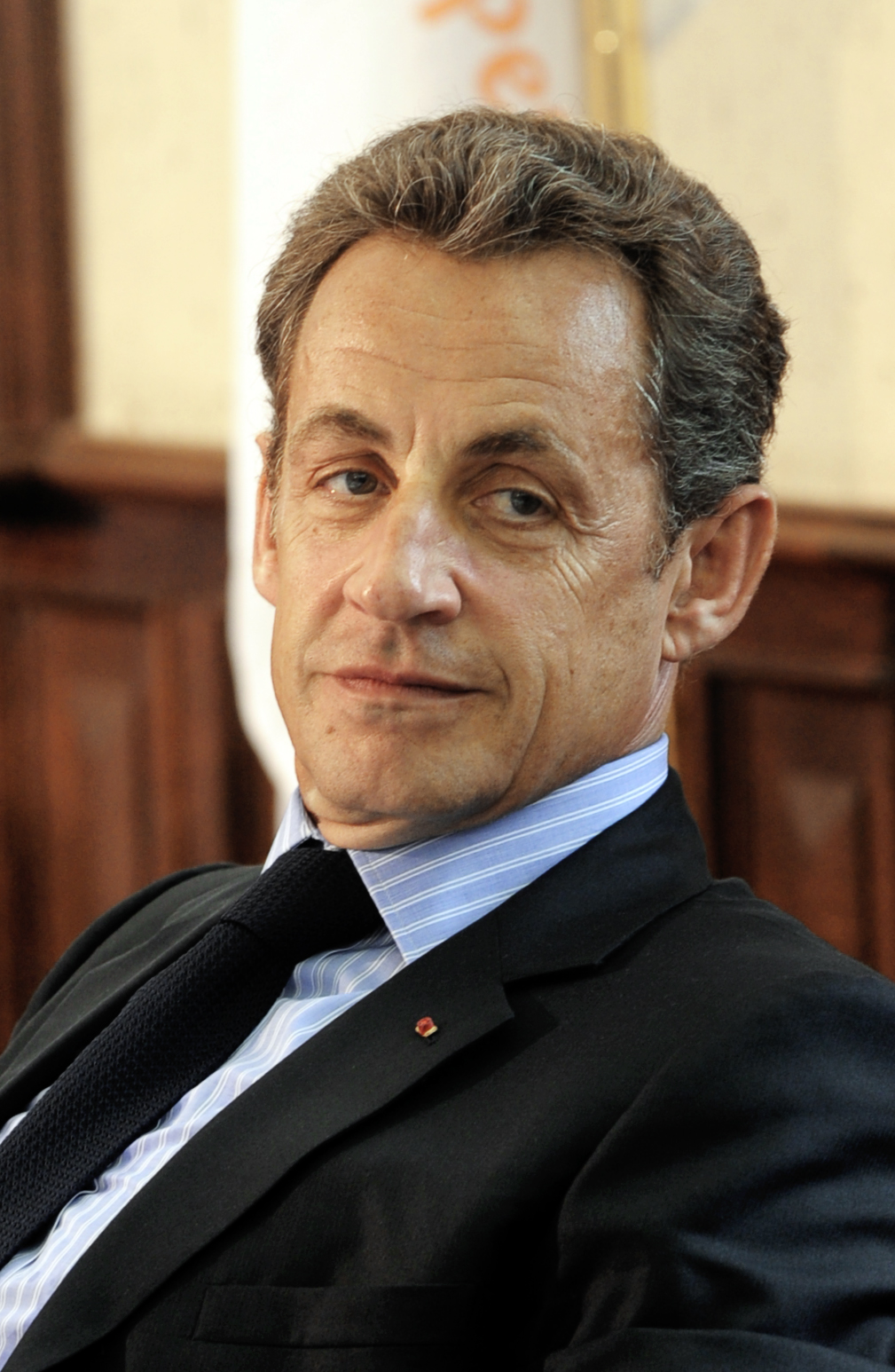
니콜라 사르코지 (2007~2012)
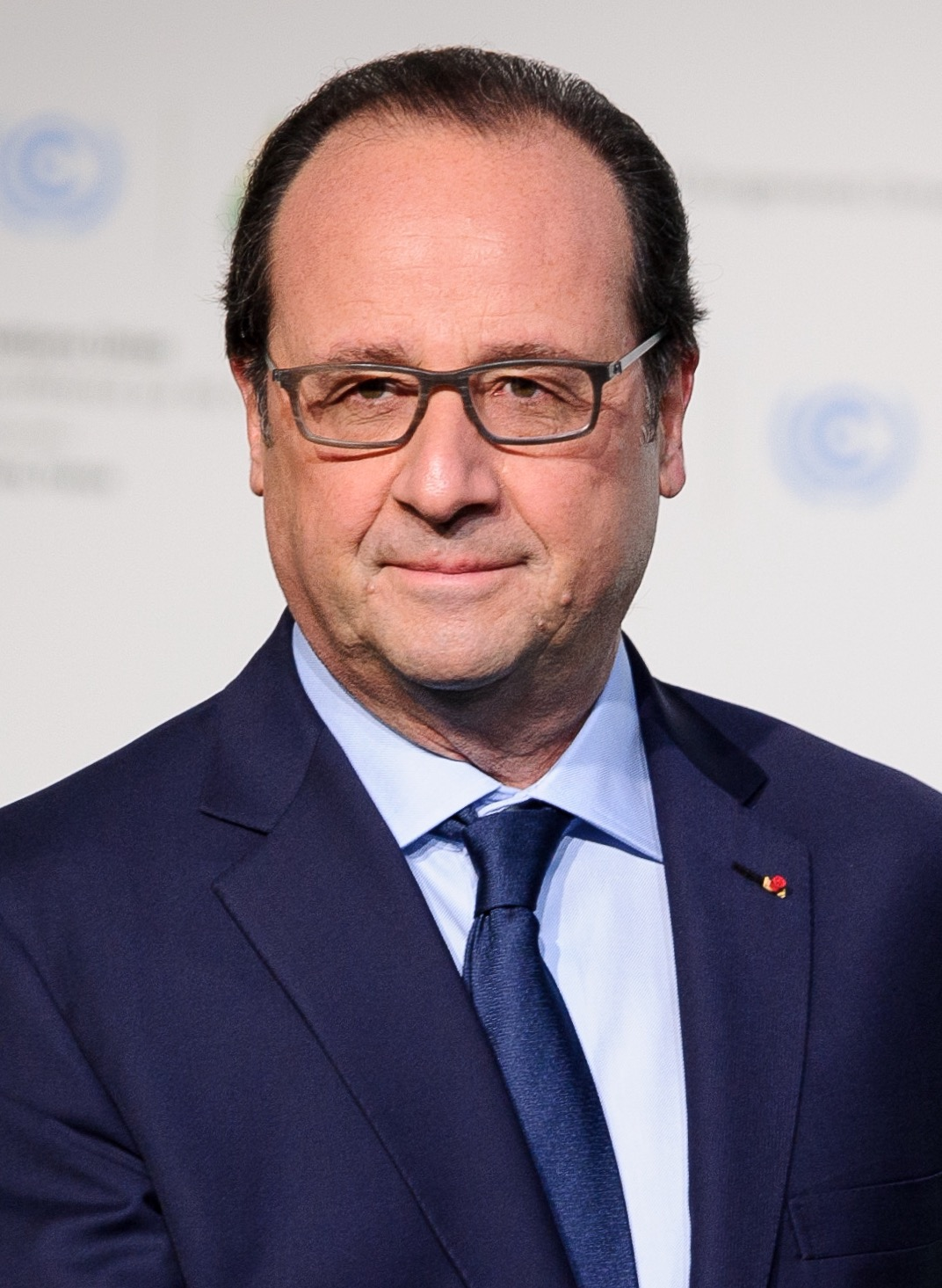
프랑수아 올랑드 (2012~2017)
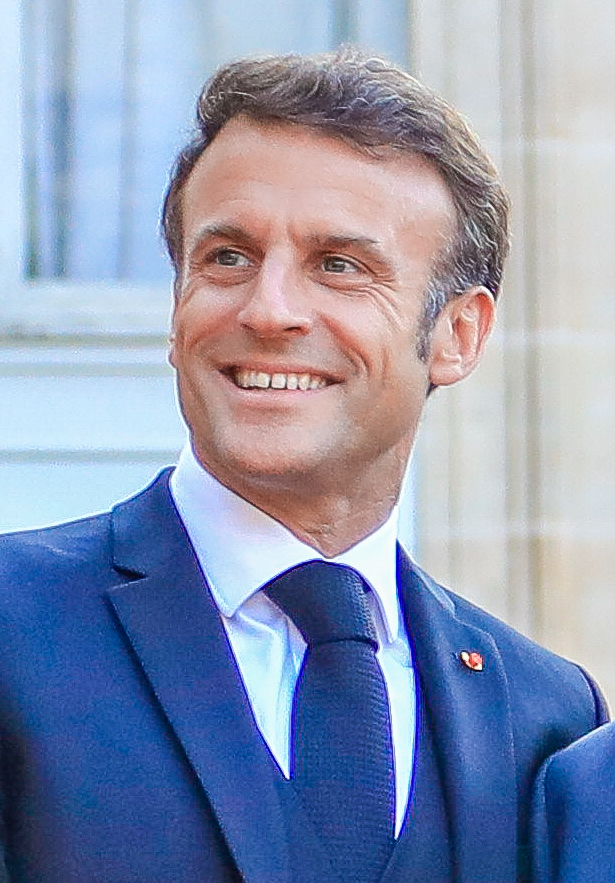
에마뉘엘 마크롱 (2017~)

## 같이 보기
- 프랑스의 대통령 목록